# Nicola Perscheid

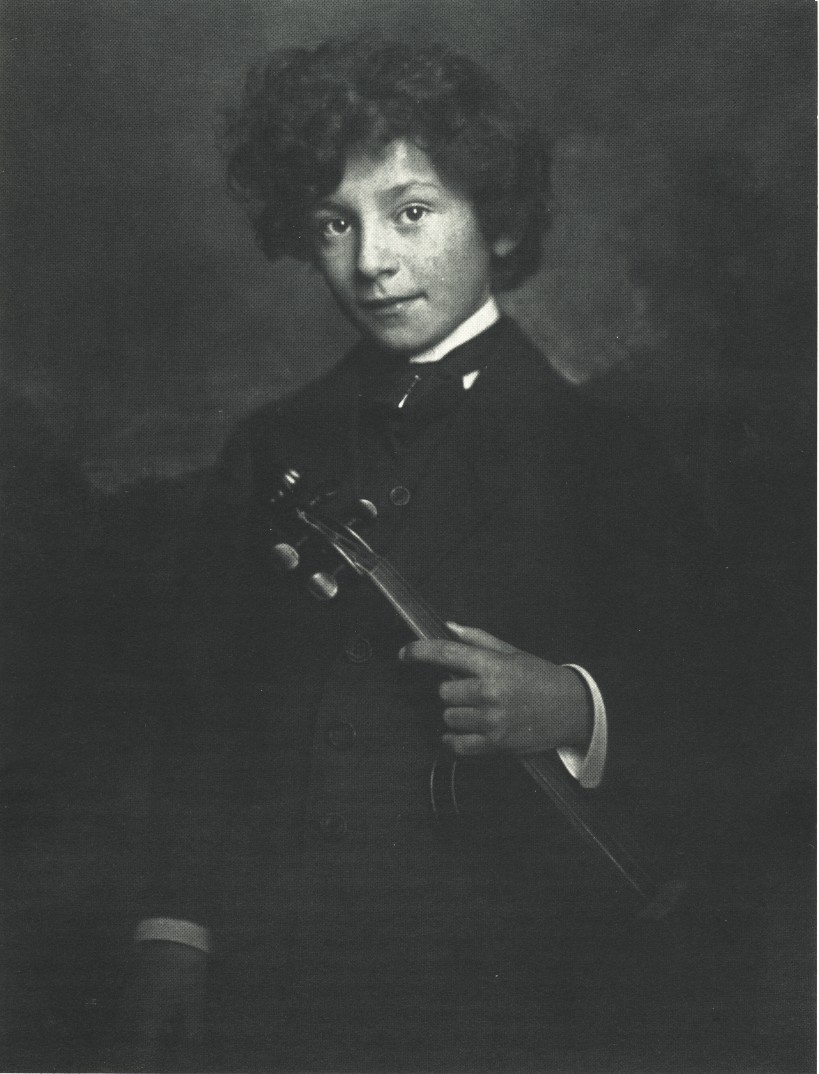
Nicola Perscheid: Lothar Perscheid, cca 1910

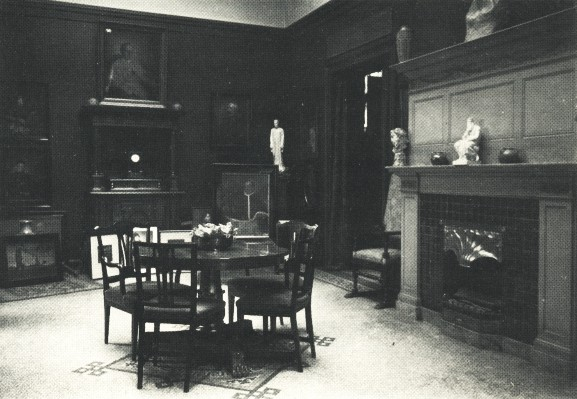
Pohled do Perscheidova ateliéru v Berlíně

Nicola Perscheid (někdy se uvádí Nikolaus Perscheid, 3. prosince 1864 Moselweiß – 12. května 1930 Berlín) byl německý portrétní fotograf a jeden z prvních profesionálních fotografů v Německu. V roce 1891 byl titulován "Královským saským dvorním fotografem" a v následujících desetiletích byl populárním portrétním fotografem. Kolem roku 1920 vyvinul objektiv s měkkou kresbou („soft focus“), který pro portréty často rád používal. Německé ateliéry Rudolfa Dührkoopa, Huga Erfurtha, Erwina Rauppa nebo Nicoly Perscheida měly ve své době a v kontextu česko-německého prostředí významný podíl na uměleckou fotografii.

## Život
Nicola Perscheid se narodil v roce 1864 jako syn Andrease Perscheida a Gertrudy Wirgensové v obci Moselweiß u města Koblenz. Jeho předci byli vinaři ze Španělska a Portugalska, kteří se po přesídlení do Porýní museli přejmenovat na Perscheid. Nicola Perscheid se oženil s astroložkou Claire Günther. Jejich syn, Lothar Perscheid, byl jeho oblíbeným fotografickým modelem.
Nicola Perscheid absolvoval studium fotografa v ateliéru Reuss und Möller v Koblenz od roku 1879. Po svém vzdělání působil ve studiu Paula Strnada v Erfurtu a v letech 1887–1889 v ateliéru Beer v Klagenfurtu, kde byl zaměstnán jako retušér. V roce 1891 si Nicola Perscheid otevřel svůj první ateliér v Görlitzu, kde se specializoval na portrétní fotografii. O rok později byl jmenován „Královským saským dvorním fotografem“.
Také po přestěhování do Lipska v roce 1894, zůstal věrný portrétní fotografii a stal se známým díky Maxi Klingerovi, který mu zprostředkoval kontakty s umělci ve městě. Klingera v těch letech také fotografoval. V jeho lipském ateliéru pracoval mimo jiné také fotograf Jacob Hilsdorf.
Na přelomu století se Nicola Perscheid zúčastnil řady výstav doma i v zahraničí, kde se seznámil s nejnovějším vývojem v oblasti fotografie. Od roku 1900 stály na prvním místě pinatypie, například tříbarevná pinatypie Slečna Jungmannová, jeden z prvních Perscheidových barevných snímků.
Perscheidovy fotografie byly žádané a tak mohl v roce 1905, již zajištěn výnosy ze svých děl, otevřít v Berlíně Ateliér W9 na Bellevuestraße 6a. V roce 1909 získal Perscheid Velkou stříbrnou medaili od sdružení státních německých fotografů, což bylo tenkrát považováno za nejvýznamnější ocenění pro profesionální fotografy.
Po roce 1909 však není viděn v Perscheidově práci žádný další umělecký rozvoj. Kromě své práce fotografa se věnoval přípravě mladých fotografů a přednášel v Německu, Dánsku a Švédsku. Mezi jeho studenty patří například Madame d’Ora, Arthur Benda, Toragoró Ariga (1890–1993), Peter-Paul Atzwanger (1888–1974), Uno Falkengren (1889–1964), Curt Götlin (1900–1993) a Henry B. Goodwin (1878–1931).
Nicola Perscheid fotografoval nespočet osobností své doby. Mnoho fotografií vytvořil zdarma na oplátku za kampaň svých vlastních výstav a publikací.. Byl miláčkem berlínské společnosti a přátelil se mimo jiné s Maxem Liebermannem, Lovim Korintem nebo Hugem von Habermannem.
V pozdním věku trpěl Perscheid rostoucími finančními potížemi, které byly způsobeny kromě celkové ekonomické situace i na jeho osobní výstřednosti. Liboval si příliš v luxusu a extravaganci. Zhoršilo se také jeho zdraví, od roku 1925 si ztěžoval na nervové problémy, které jeho rodinný lékař nemohl vyléčit. Nicola Perscheid zemřel jako zchudlý muž v roce 1930 v Berlíně a jeho studio již zůstalo navždy zavřené.

## Styl

### Motiv
Nicola Perscheid se ve své době v portrétní fotografii stal pojmem. Jako dvorní fotograf portrétoval mimo jiné Alberta Saského a jeho bratra pozdějšího krále Jiřího I. V průběhu první světové války vznikla celá řada portrétů, například Hermann Goering, Manfred von Richthofen nebo Theobald von Bethmann-Hollweg. Portrétoval dokonce i vědce, spisovatele, malíře nebo řádové muže, mnoho portrétů herců se na trh dostalo jako autogramové kartičky. Především ve dvacátých letech 20. století zásoboval konzumní masový trh svými fotografiemi, které však na umělecké úrovni nedokázaly držet krok s jeho pracemi z přelomu století.
Perscheid je již méně známý jako krajinářský fotograf. Krajinářské fotografii se věnoval již během svého studia v Klagenfurtu, věnoval se jí i v pozdějších letech, ale již méně často.

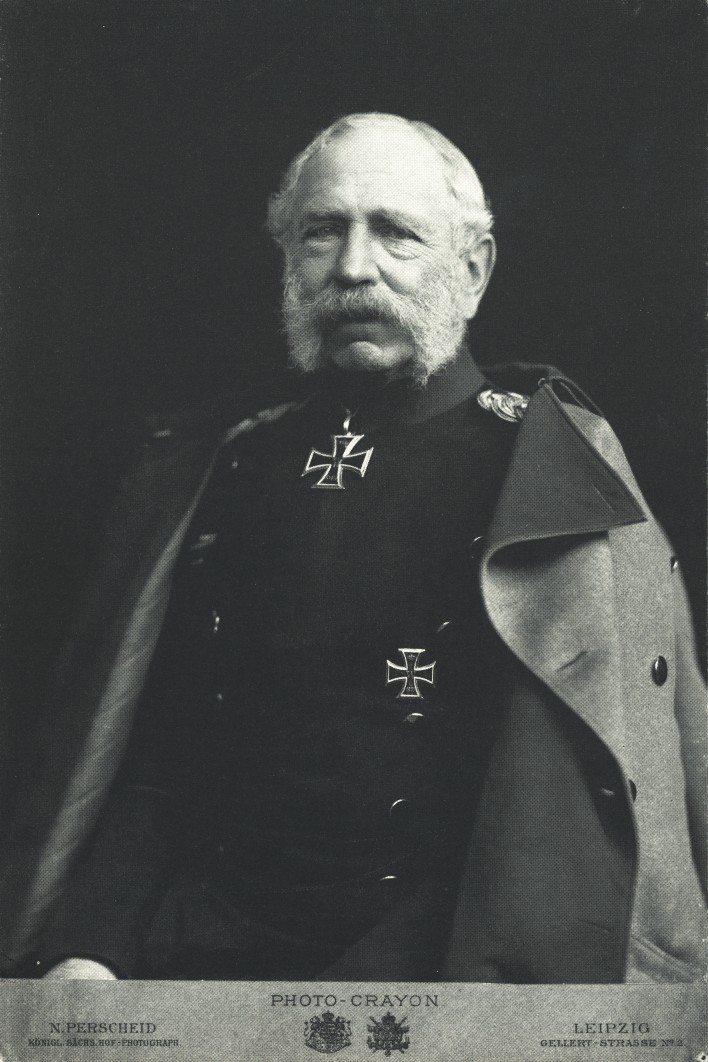
Král Albert Saský (1902)
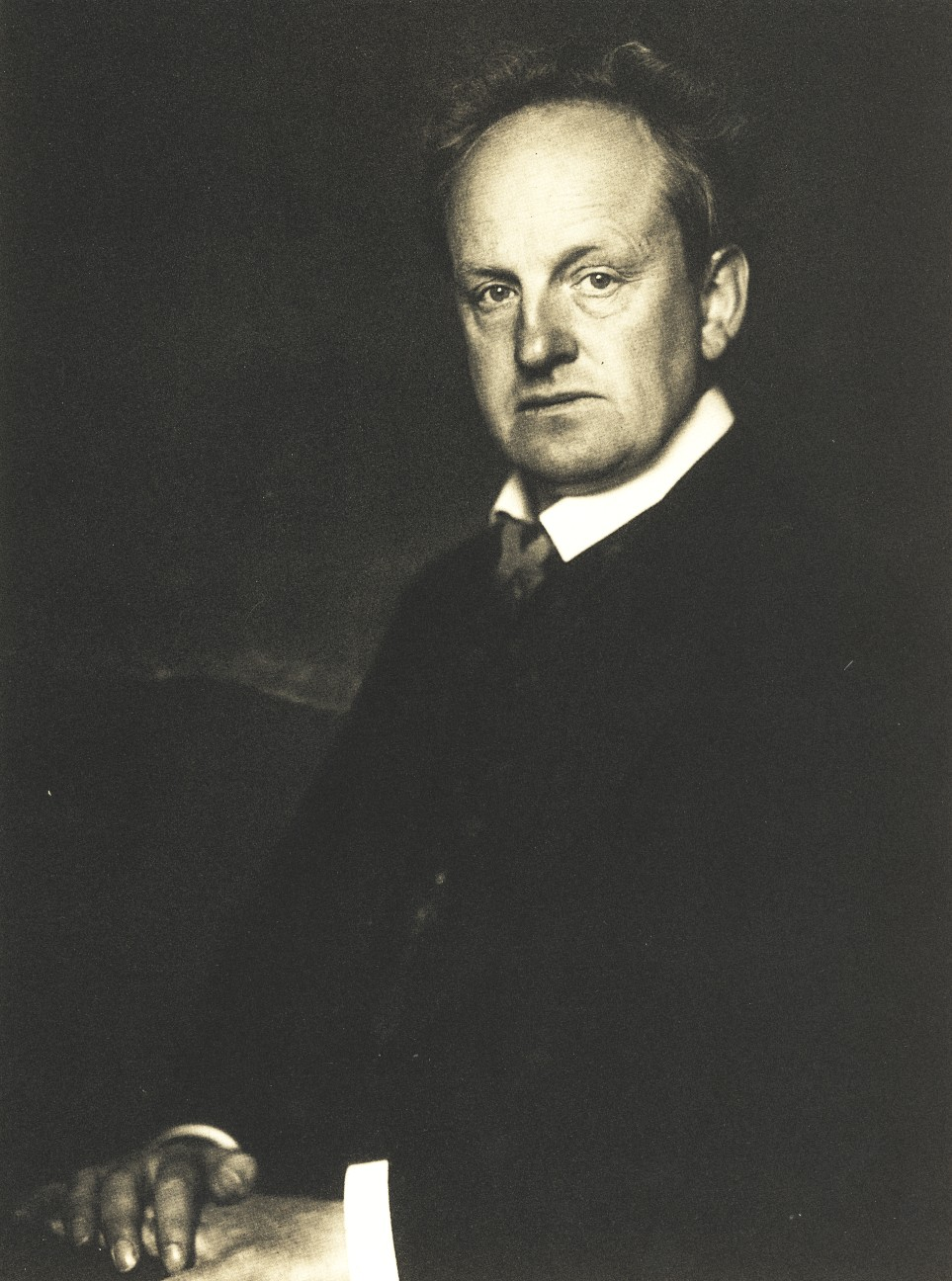
Gerhart Hauptmann (1914)
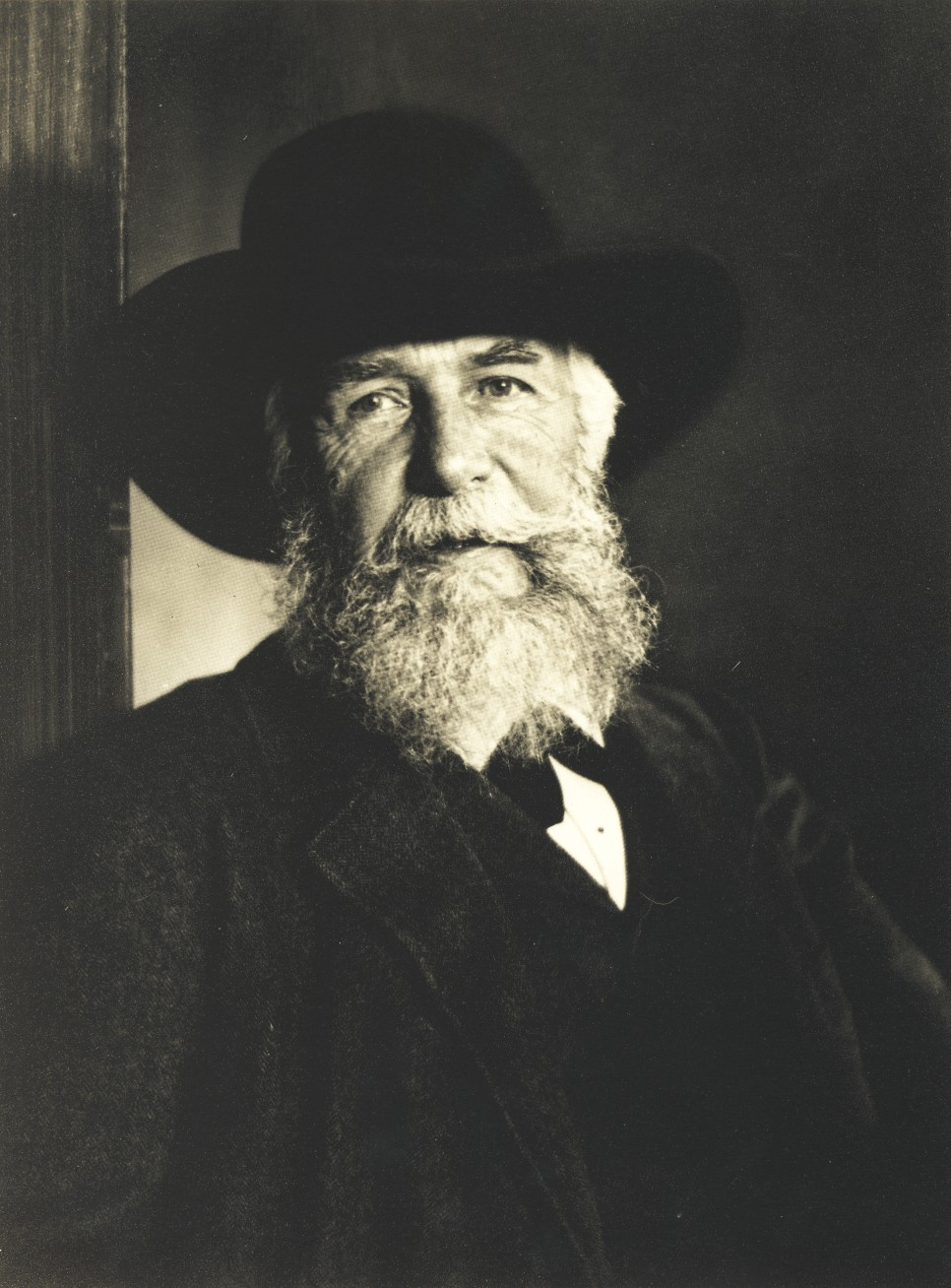
Ernst Haeckel (1918)
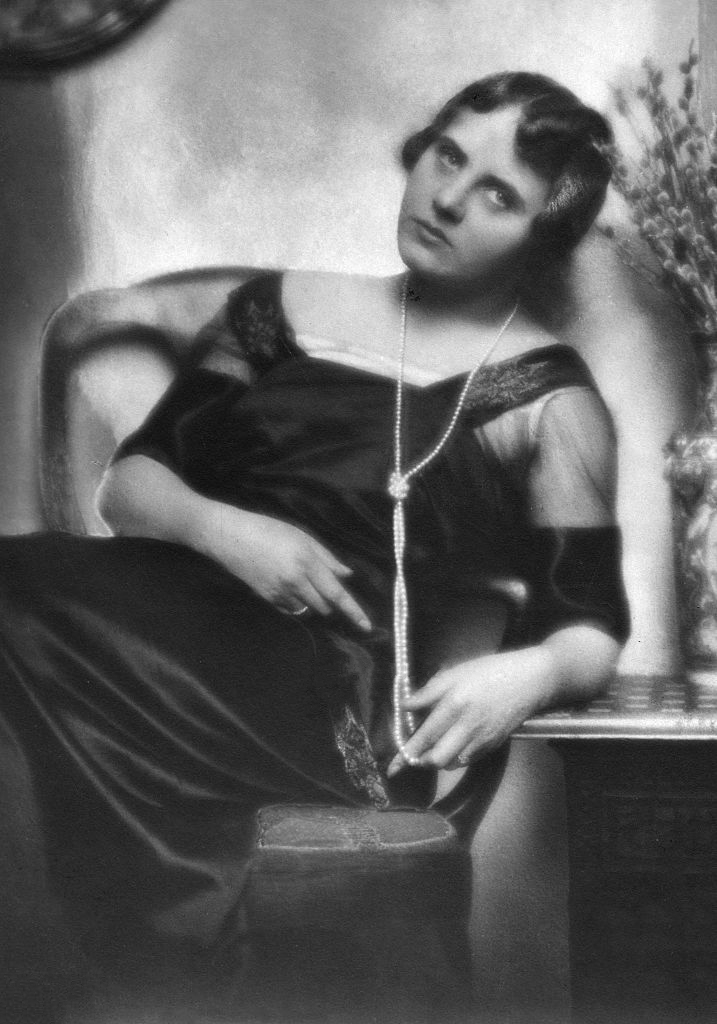
Ossi Oswalda (20. léta 20. století)

### Technika
Na začátku své kariéry pracoval Nicola Perscheid hlavně s tehdy typickou technikou - gumotiskem. Například v roce 1901 vznikl modročerný snímek Žnec (nebo také Sedlák s kosou) a Perscheid jej vnímal jako své životní nejlepší dílo. Dnes se dílo, spolu s dalšími Perscheidovými tisky, nachází ve vlastnictví Mědiryteckém kabinetu v Drážďanech.
Nicola Perscheid v roce 1900 začal experimentovat s novými fotografickými technikami. Opět se vrátil k metodě pinatypie, aby pomocí tříbarevného procesu vytvořil své první barevné fotografie. Pro výrobu barevných pinatypií potřeboval dvě desky, které musely být exponovány mezi 15. až 25. sekundami. Modely se samozřejmě v této době nesměly hýbat.
Z metod pozitivního procesu upřednostňoval kontrastně bohatý pigmentový tisk.

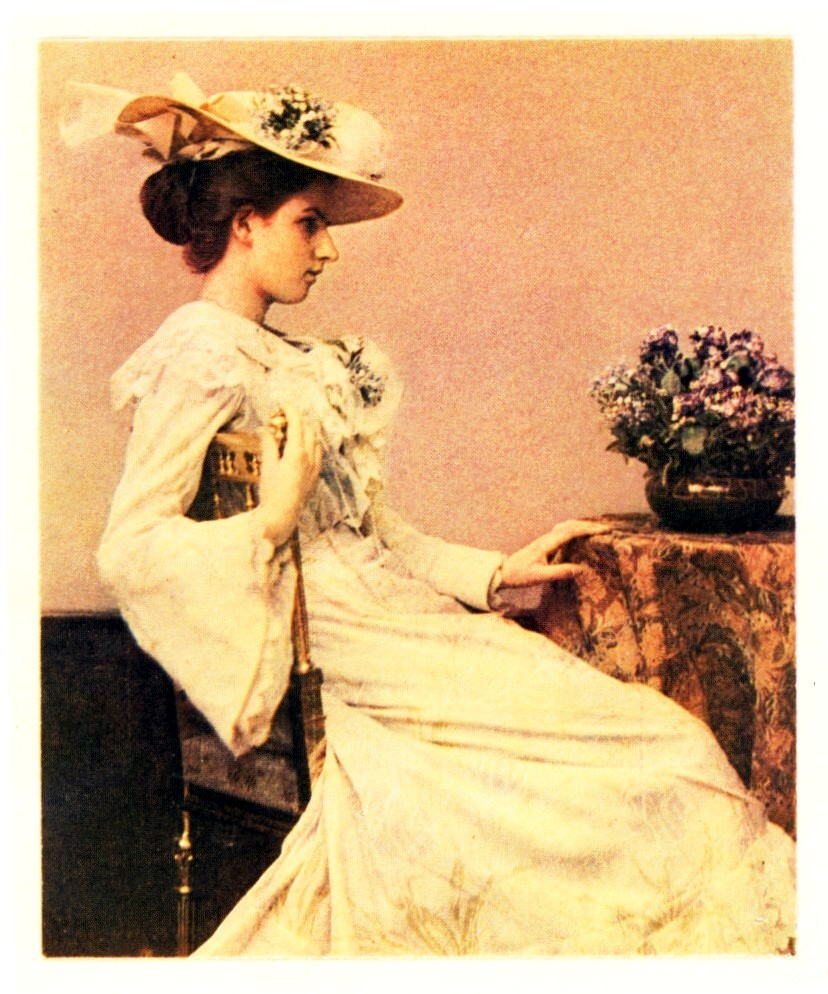
Nicola Perscheid: Slečna Jungmannová, pinatypie, 1900
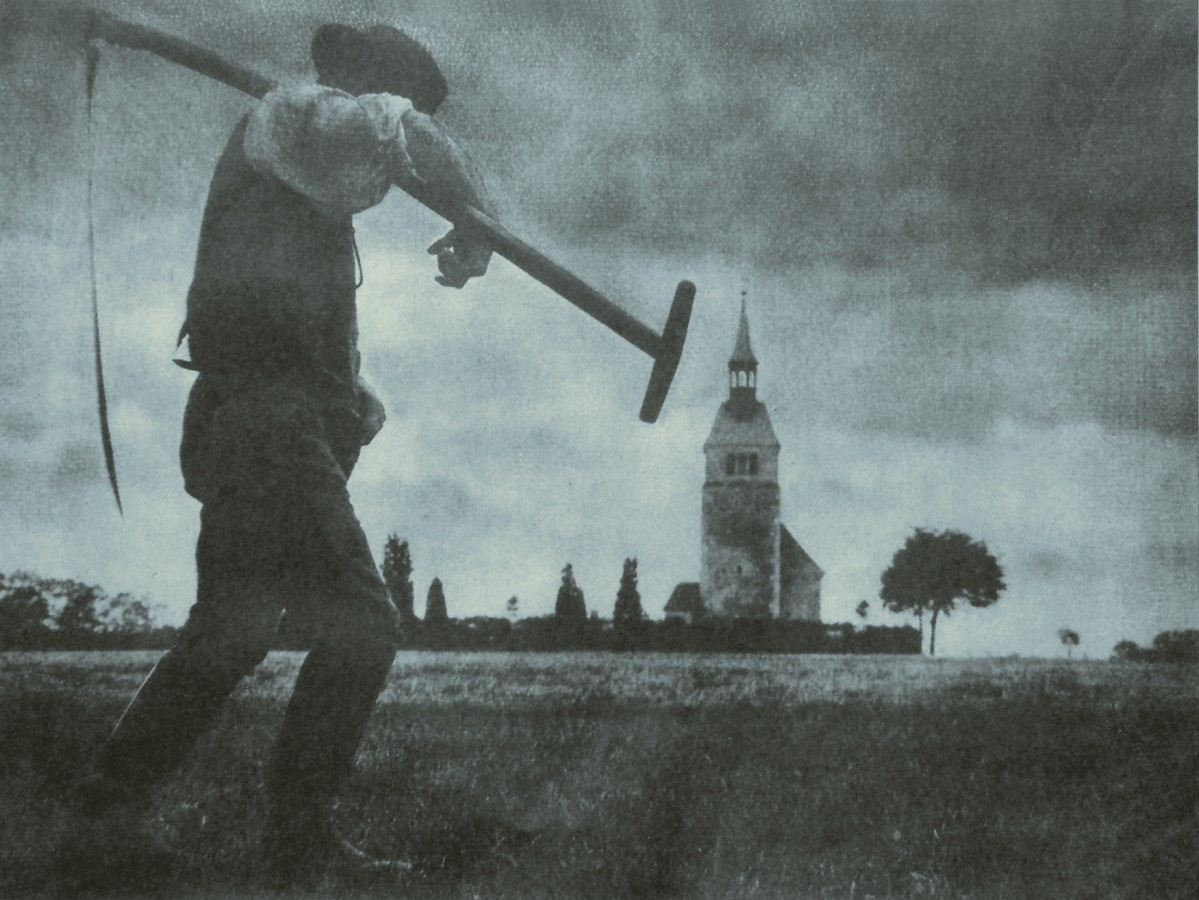
Nicola Perscheid: Žnec (Sedlák s kosou), gumotisk, 1901
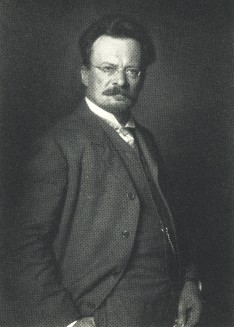
Nicola Perscheid: Adolf Miethe, uhlotisk, 1905
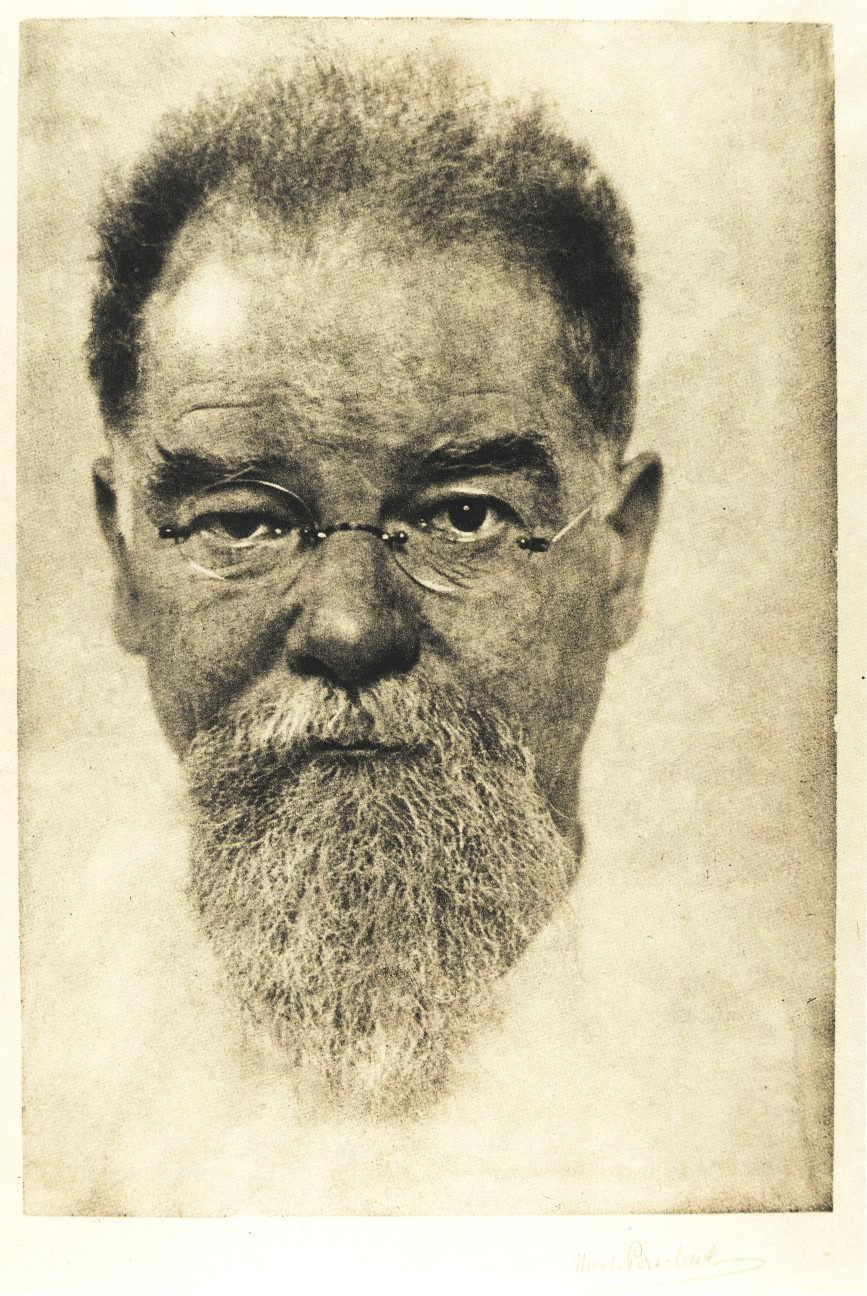
Nicola Perscheid: Max Klinger, bromolejotisk, 1915

Ve spolupráci s firmou „Emil Busch A. G. Optische Industrie“ vyvinul Nicola Perscheid vlastní Busch-Nicola-Perscheid-Objektiv, takzvaný aplanát. Změkčení obrazu ovlivňovala clona objektivu. Roku 1921 byl uveden na trh a v následujících letech byl pro portréty často používán, i když v době po konci první světové války pomalu končila móda umělecké fotografie gumotisku a rozostřených snímků, a ve fotografii se více usilovalo o realismus. Přesto se ještě s jeho objektivem vyučila divadelní fotografka Rosemarie Clausen, jako učeň v ateliéru Becker & Maas.
Po roce 1921 Perscheidovy fotografie dokazují, že dával přednost používání vlastnímu objektivu, který světlo výrazně změkčoval. Na rozdíl od mnoha svých kolegů Nicola Perscheid odmítal retušování fotografií.
Je nepřítelem retušování ve smyslu toho, co se pojmem portrétní fotografie, do té doby myslelo... Hlavní úkol portrétního umělce hledá v zachování jedinečné osobnosti člověka a nikdy ne v efektu.
Elisabeth von Igel, 1905

## Význam

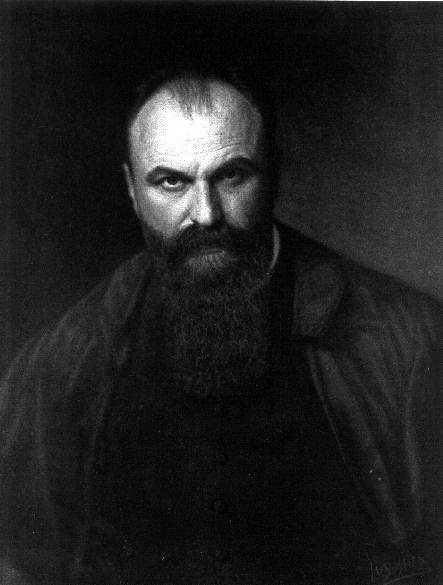
Nicola Perscheid: Autoportrét (1923)

Dílo Nicolase Perscheida byla mezijeho současníky populární a respektované. I když jeho žáci – později slavní fotografové – jako například Madame d'Ora nebo Arthur Benda – později vzpomínali, že se snažil již v době své smrti byl poměrně "staromódní".

Nicola Perscheid byl svými současníky často považováno za uměleckého fotografa, jehož vyjadřovací prostředky - gumotisk nebo objektiv Busch-Nicola-Perscheid - byly již v roce 1930 považovány za "zastaralé" - aspirovaly spíše na malířské efekty ve fotografii. Publicista Leo Fritz Gruber napsal ve svém díle O Nicolovi Perscheidovi (Über Nicola Perscheid) poznámku: „jméno Perscheid oživuje vzpomínky pouze u starších“.
U příležitosti 75. výročí vynálezu fotografie byla v pražském Rudolfinu na přelomu let 1914/1915 uspořádána průlomová výstava, která představila i známé autory ze zahraničí. Mezi nimi například Hugo Erfurtha nebo Nicolu Perscheida. Tato výstava byla prvním mezinárodním fotografickým salónem v Čechách a přispěla k zájmu veřejnosti o uměleckou fotografii.

## Galerie

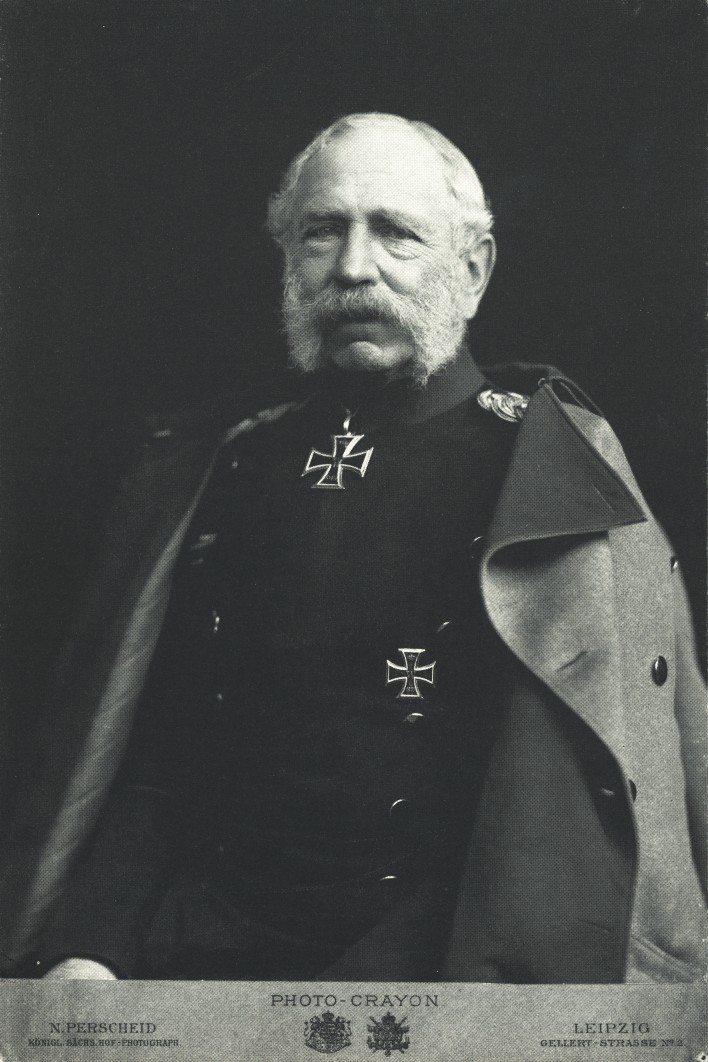
Albert de Saxe (1902)
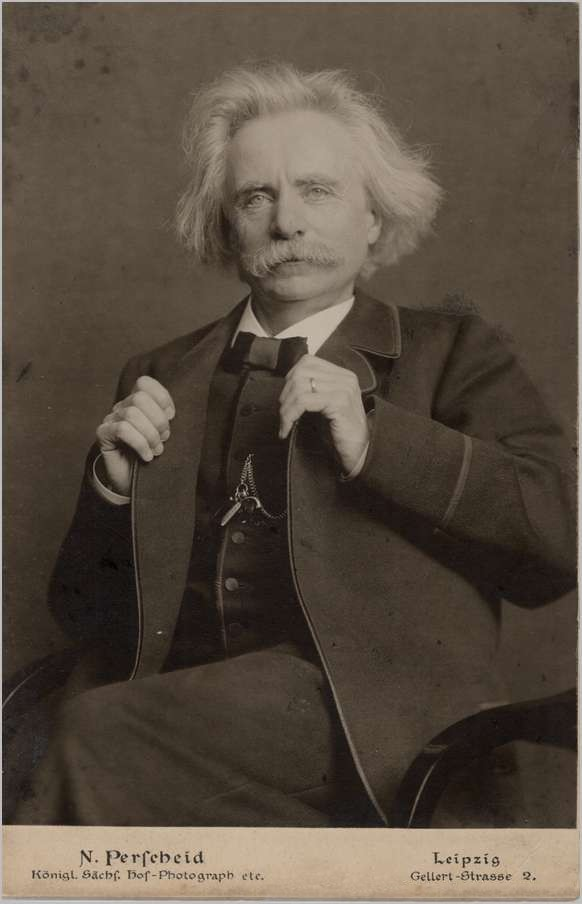
Edvard Grieg (1905)
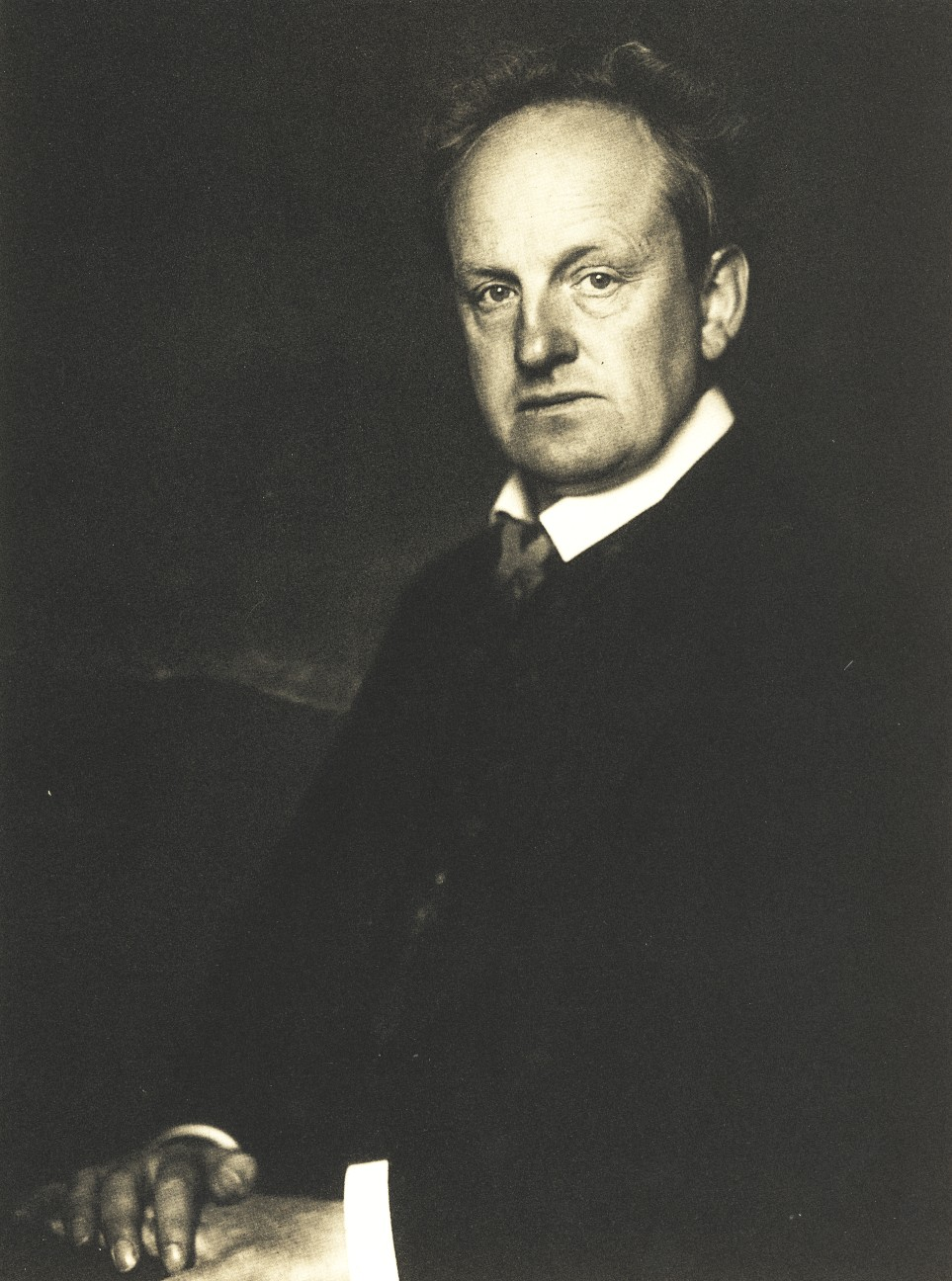
Gerhart Hauptmann (1914)
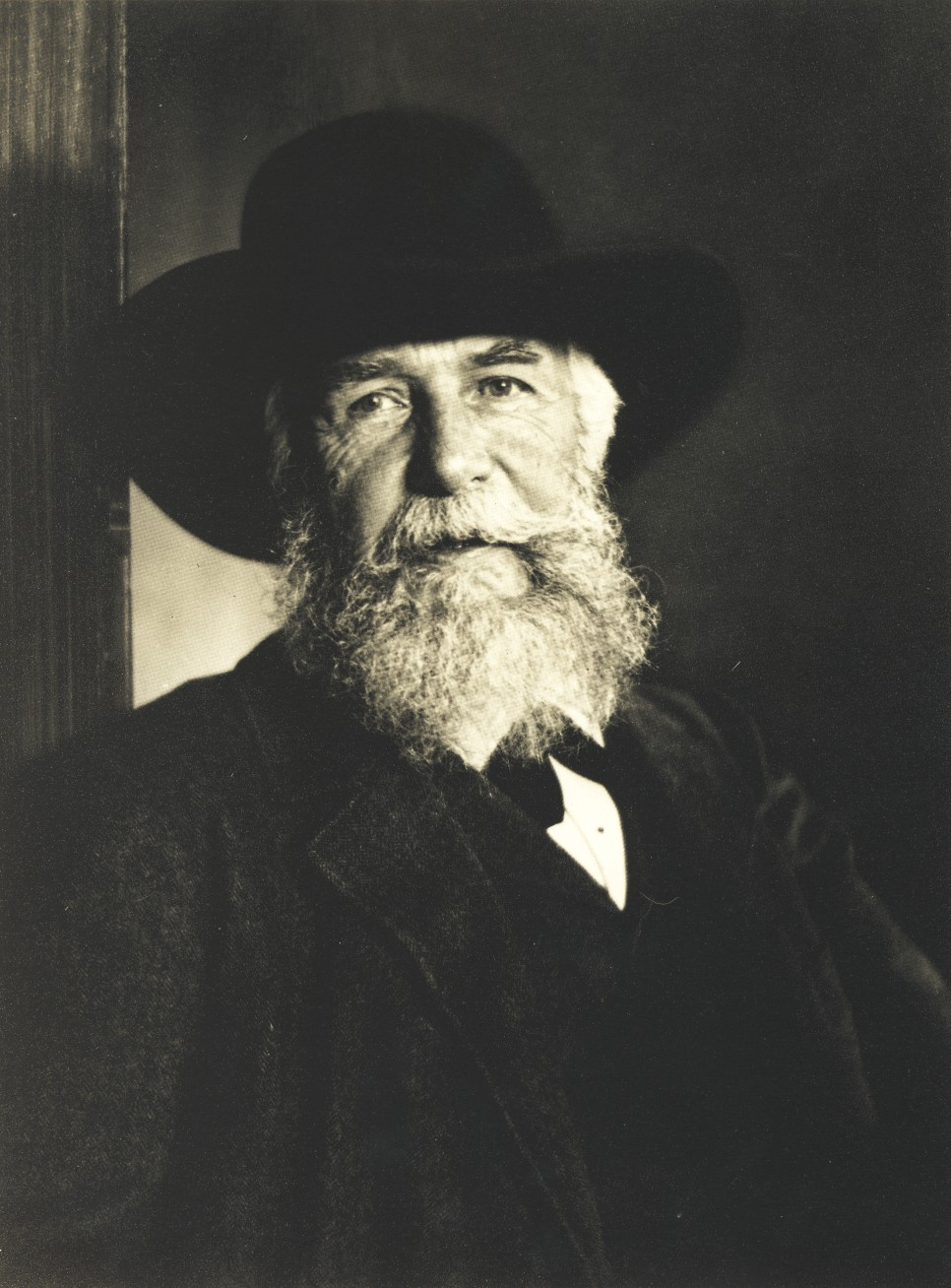
Ernst Haeckel (1918)
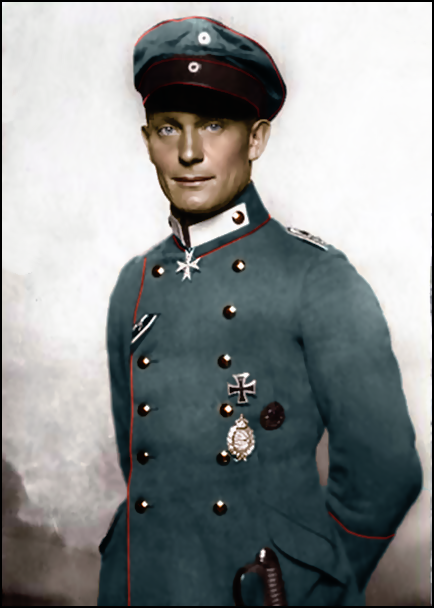
Hermann Göring (1918)
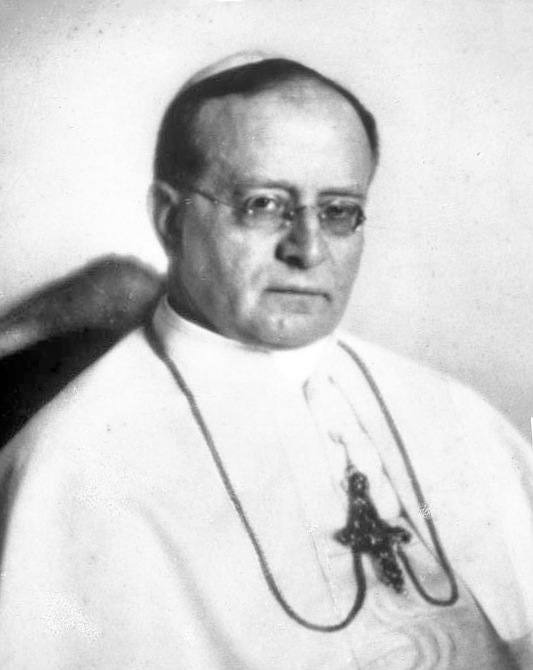
Pape Pie XI (1922)
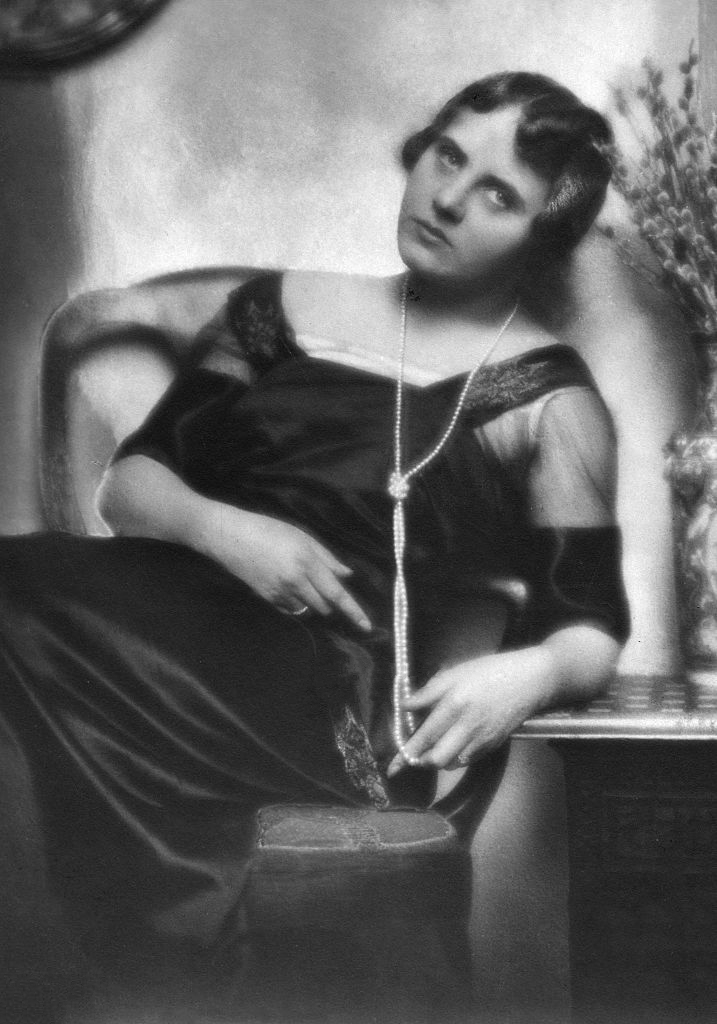
Ossi Oswalda
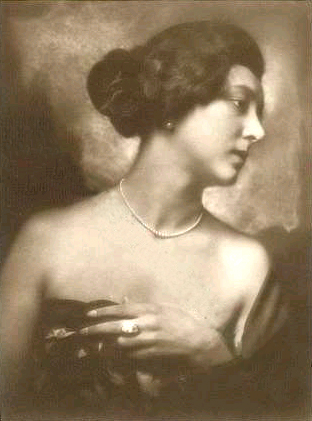
Ressel Orla
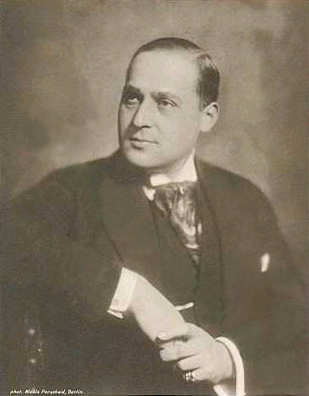
Felix Basch
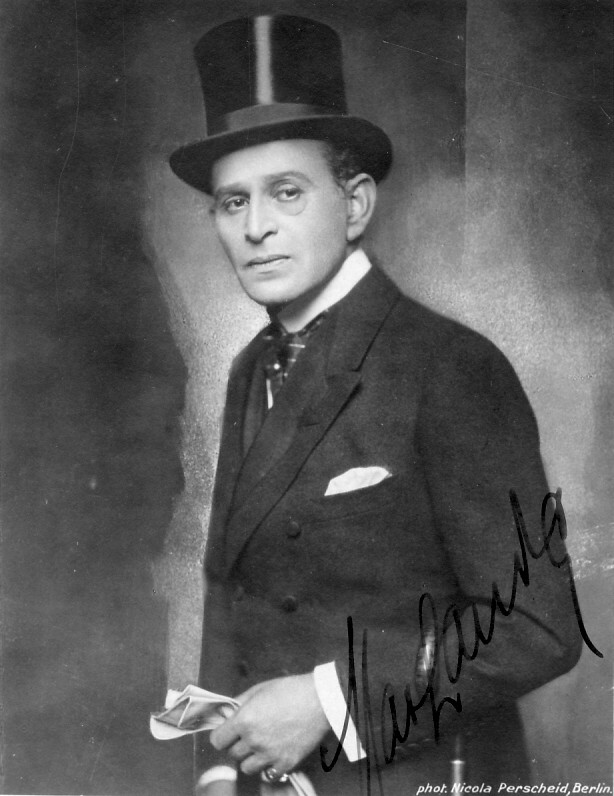
Max Landa
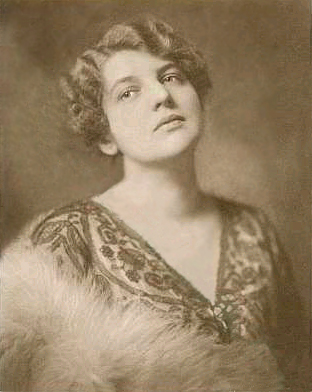
Lissy Lind
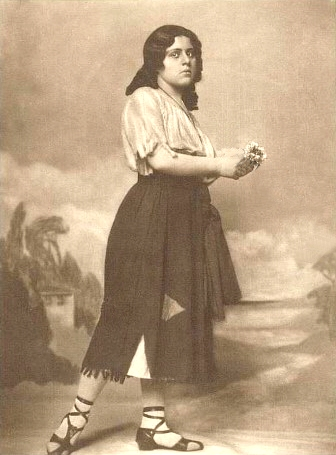
Lotte Stein
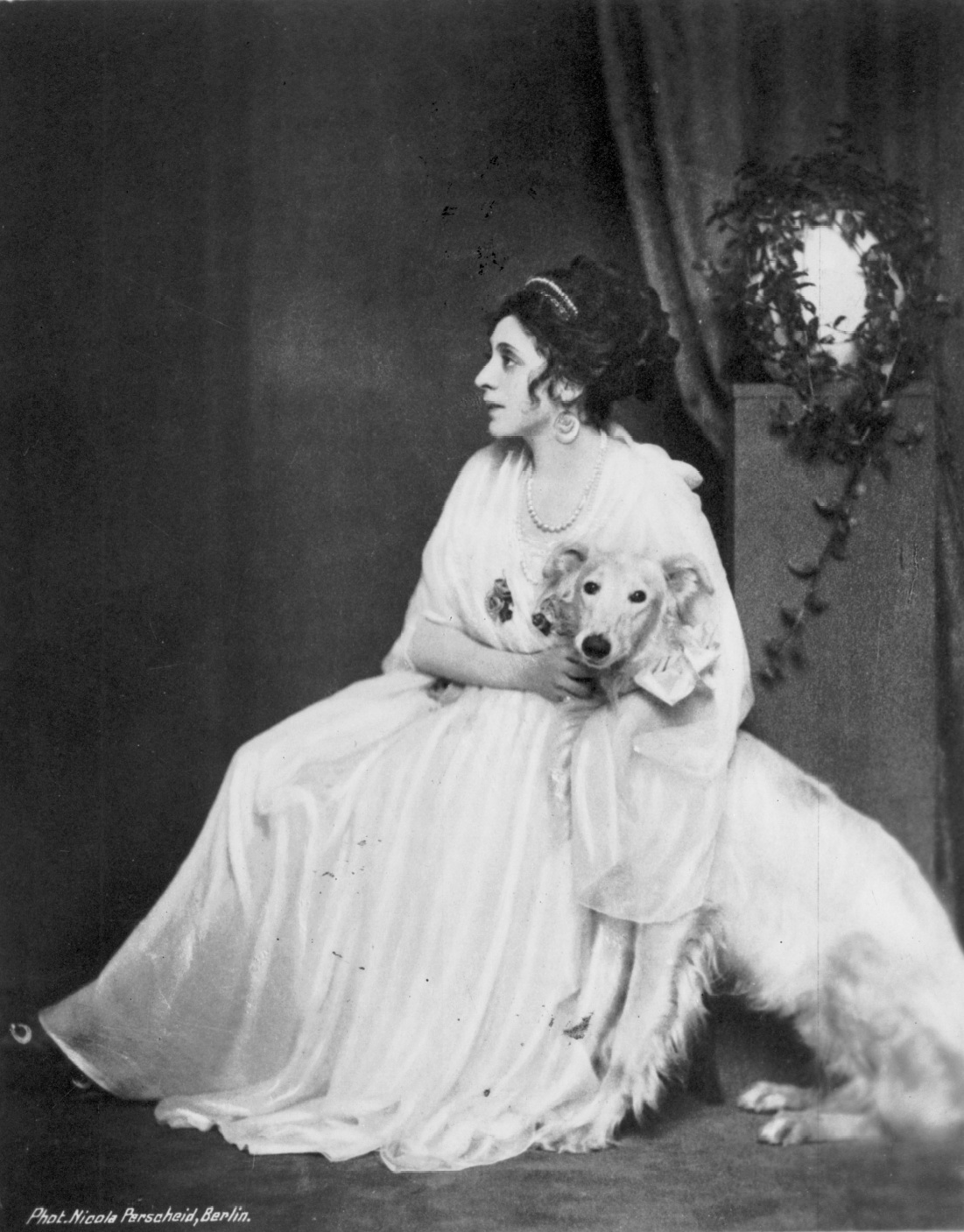
Fritzi Massary
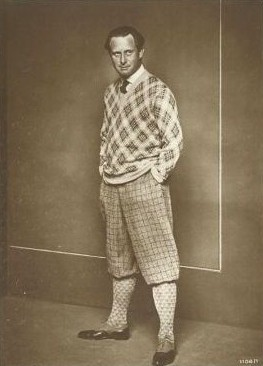
Carl Auen

## Publikace
- Aus vornehmen Kreisen (1907)
- Nicola Perscheid über Beleuchtung, Stellung und Komposition. In: Der Photograph. Nr. 7, Jahrgang 25, 1914, str. 25f.
- Zeitgemäße Vorschläge. In: Der Photograph. Nr. 10, Jahrgang 37, 1927, str. 37f.
- Zur Psychologie der heutigen Photographen-Schüler. In: Photographie für Alle. Nr. 5, 1924, str. 82f.
- The History of European Photography 1900-1938, FOTOFO., 2011. ISBN 978-80-85739-55-8